# 上強羅站
上強羅站（日语：／ Kami-gōra eki */?）是位於神奈川縣足柄下郡箱根町，屬於小田急箱根鋼索線（箱根登山纜索鐵路）的鐵路車站。車站編號是OH 61。

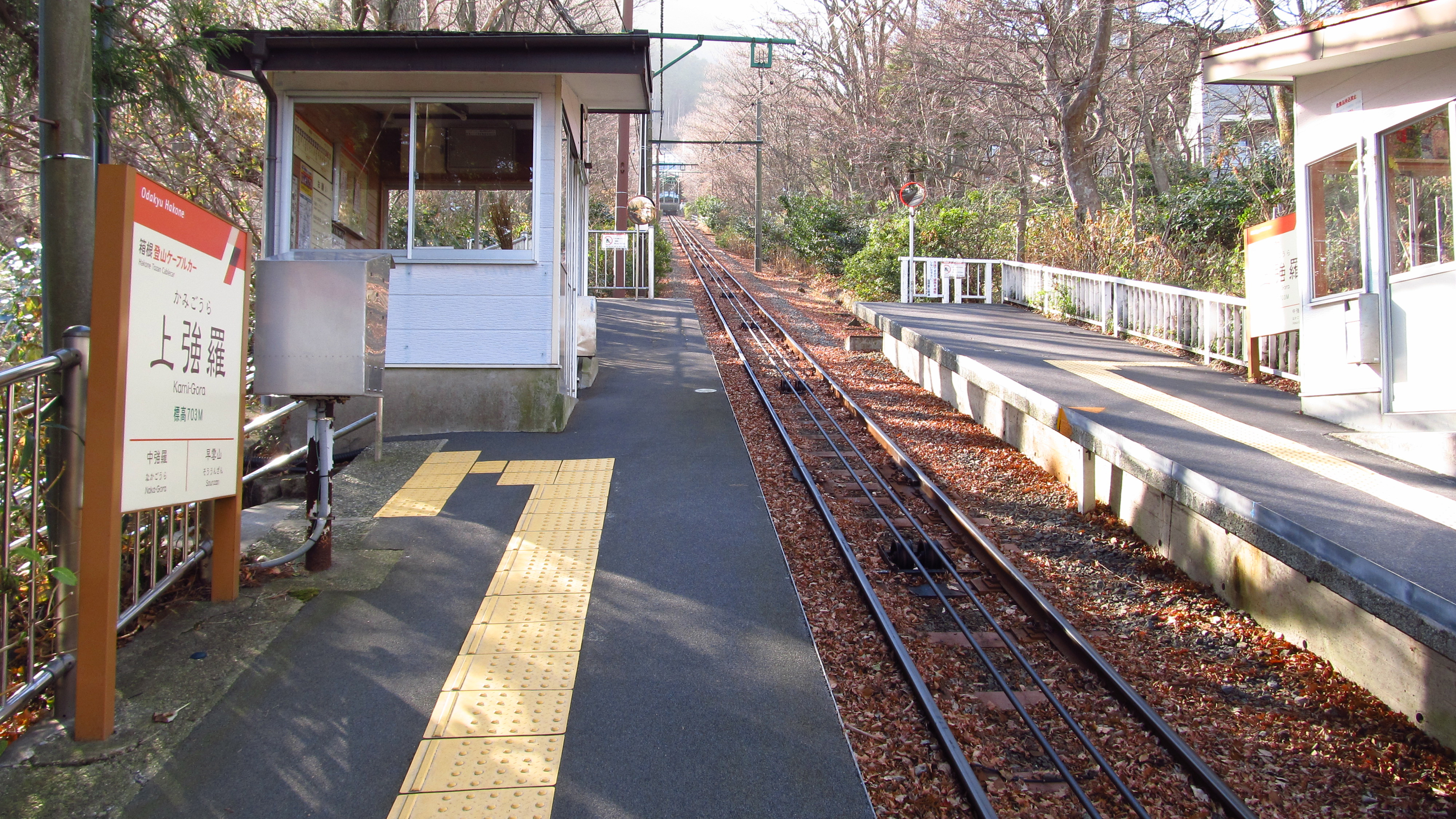
月台(2017年12月)

## 概要
本站是日本神奈川縣足柄下郡箱根町的小田急箱根車站。車站編號為OH61，屬於無人站。標高原為717米，2013年經再次勘測高度後修正為703米。
本站原稱為「早雲館站」，「上強羅站」乃指現時早雲山站開線時的站名，於1926年更改。1951年，「早雲館站」改稱為「上強羅站」，令這個名於25年後重新被使用。

## 車站結構
本站採用簡易車站模式，設有相對式側式月台2個，有效長度為3輛，但現時列車均一律為2輛編成。路軌設於兩邊月台中央位置，停車時兩邊車門皆會開啟，乘客可從任何一邊上落車，各月台均設有開放式候車亭1座，但不設自動售票機或乘車證明書列印機。
北側月台為無障礙斜道出入口。南側月台則為持續式樓梯及平台混合型出入口，均設於月台中央。本站與中強羅站相同，車站附近均沒有任何可以橫越對面月台的途徑。要在本站和早雲山站中間才有車用隧道穿過路軌底部。

### 月台配置
| 月台      | 路線         | 方向 | 目的地     | 備註             |
| --------- | ------------ | ---- | ---------- | ---------------- |
| 北側 南側 | 箱根登山纜車 | 下行 | 早雲山方向 | 兩邊月台皆可使用 |
| 北側 南側 | 箱根登山纜車 | 上行 | 強羅方向   | 兩邊月台皆可使用 |

## 歷史
- 1921年12月1日：開業，當時稱為「早雲館站」。
- 1944年2月11日：受不要不急線法令影響，鋼索線休業。
- 1950年7月1日：鋼索線重開，重新營業。
- 1951年5月1日：站名改稱為「上強羅站」

## 使用情況
| 年度   | 1日平均乘車人數 |
| ------ | --------------- |
| 1998年 | 86              |
| 1999年 | 80              |
| 2000年 | 75              |
| 2001年 | 67              |
| 2002年 | 43              |
| 2003年 | 37              |
| 2004年 | 36              |
| 2005年 | 36              |
| 2006年 | 39              |
| 2007年 | 39              |
| 2008年 | 40              |

## 相鄰車站
小田急箱根
 鋼索線（箱根登山纜車）
中強羅（OH 60）－上強羅（OH 61）－早雲山（OH 62）

## 外部連結
- 上強羅站 （页面存档备份，存于） - 小田急箱根